# Liberty Meadows
Bei Liberty Meadows (Freie Fluren) handelt es sich um einen humoristischen Comic Strip des Zeichners Frank Cho (* 1971 als Duk Hyun Cho).

## Veröffentlichung
Der Strip erschien vom 30. März 1997 an in täglicher Folge in vielen US-amerikanischen Tageszeitungen. Im Jahr 2002 lief der Vertrag mit dem Vermarkter Creator Syndicate aus, und die Veröffentlichung der Daily Strips wurde eingestellt. In der Folge wurden die Geschichten in Heften und Sammelbänden weiter veröffentlicht. Auch neue Geschichten kamen hinzu. Schon 1999 erschien das erste Heft aus Nachdrucken bei dem Verlag Insight Studios Group. 
In Deutschland werden die Strips seit 2002 in der Westdeutschen Zeitung (WAZ) veröffentlicht. Die Alben wurden von Salleck-Publications herausgegeben. Das erste Heft gewann 1999 Ignatz Awards in den Kategorien „herausragendster Künstler“ und „herausragendster Comic“.

## Inhalt
Liberty Meadows selbst ist ein Tierasyl der besonderen Art. Die Tiere, die sich hier aufhalten, haben alle einen psychischen Knacks, der sie allerdings sehr liebenswert macht. Da sind neben anderen der naive Enterich Truman, Bär Ralph (einst eine Zirkusattraktion), der hypochondrische Breitmaulfrosch Leslie und das rauchende und saufende Schwein Dean. Betreut wird diese chaotische Gruppe von der äußerst attraktiven Psychologin Brandy und dem schüchternen Tierarzt Frank. 
Frank, die Ente, Dean und Ralph waren als Versuchstiere eines Pharma-Labors bestimmt. Versehentlich landeten sie jedoch an einem College. Ein Gesetz der Regierung Clinton gestattet ihnen, sich an der Universität als Studenten einzutragen. Dort treiben sie allerhand Blödsinn. Frank lernt Brandy kennen und verliebt sich in sie. 